# Municipio de Mosquito
El municipio de Mosquito (en inglés: Mosquito Township) es un municipio ubicado en el condado de Christian en el estado estadounidense de Illinois. En el año 2010 tenía una población de 390 habitantes y una densidad poblacional de 3,23 personas por km².

## Geografía
El municipio de Mosquito se encuentra ubicado en las coordenadas 39°45′21″N 89°12′28″O / 39.75583, -89.20778. Según la Oficina del Censo de los Estados Unidos, el municipio tiene una superficie total de 120.84 km², de la cual 120,83 km² corresponden a tierra firme y (0,01 %) 0,01 km² es agua.

## Demografía
Según el censo de 2010, había 390 personas residiendo en el municipio de Mosquito. La densidad de población era de 3,23 hab./km². De los 390 habitantes, el municipio de Mosquito estaba compuesto por el 98,21 % blancos, el 0,51 % eran afroamericanos y el 1,28 % eran de una mezcla de razas. Del total de la población el 0 % eran hispanos o latinos de cualquier raza.